# السيرة النبوية (ابن إسحاق)
السيرة النبوية بقلم ابن إسحاق وهي سيرة نبي الإسلام محمد، كتبها ابن إسحاق بالعربية . تم الاعتراف به رسميًا كأول كتاب في السيرة النبوية. ولهذا سمي ابن إسحاق بأبي السيرة النبوية. نشر ابن هشام لاحقًا نسخة منقحة من الكتاب عُرفت باسم السيرة النبوية لابن هشام.

## النسخة الأصلية
جمع ابن إسحاق الأحاديث الشفوية عن حياة النبي محمد. هذه الأحاديث التي أملاها شفهياً على تلاميذه، تُعرف الآن مجتمعةً باسم سيرة رسول الله صلى الله عليه وسلم وتقبع في المصادر التالية:
- نسخة محررة أو منقحة من عمله بقلم تلميذه البقاعي وحررها ابن هشام. وهلك عمل البقاعي ولم يبق منه إلا تنقيح ابن هشام في نسخ.[3] وقد حرّر ابن هشام من عمله "أمورًا من العار أن يناقشها، وأمور من شأنها أن تزعج بعض الناس، وأخبرني البقاعي أن روايات لا يمكن قبولها على أنها موثوقة". [4]
- نسخة منقحة أو معدلة من إعداد تلميذه سلامة بن فضل الأنصاري. وقد هلكت أيضًا، ولم يبق منها إلا في المقتطفات الغزيرة التي يمكن العثور عليها في تاريخ الأنبياء والملوك الضخم لمحمد بن جرير الطبري.[3]
- شظايا من العديد من عمليات الاستعادة الأخرى. يسردها ألفريد غيوم في الصفحة الثلاثين من مقدمته، لكنه يعتبر معظمها مجزأة للغاية بحيث فقدت قيمتها.

وفقًا لدونر، فإن المواد الموجودة في ابن هشام والطبري "هي نفسها تقريبًا". ومع ذلك، هناك بعض المواد التي وجدت في الطبري التي لم يحفظها ابن هشام. على سبيل المثال، يضم الطبري المقاطع المثيرة للجدل من الآيات الشيطانية، بينما لا يضمها ابن هشام.
بعد نشر أجزاء لم تكن معروفة من قبل من أحاديث ابن إسحاق، تشير الدراسات الحديثة إلى أن ابن إسحاق لم يلتزم بكتابة أي من الأحاديث الموجودة الآن، ولكن تم نقلها شفهياً لمرسليه. هذه النصوص الجديدة، التي عثر عليها في روايات سلامة الطبراني ويونس بن بكير، لم تكن معروفة حتى الآن وتحتوي على نسخ مختلفة عن تلك الموجودة في أعمال أخرى.

## السيرة النبوية (ابن هشام)
لم ينجو النص الأصلي لكتاب ابن إسحاق. ومع ذلك، فهو يعتبر واحدا من أقدم كتب سيرة محمد صلى الله عليه وسلم المهمة. ومع ذلك، فقد نسخ الكثير من النص الأصلي في عمل خاص به لابن هشام (البصرة، الفسطاط، توفي 833 م، 218 هـ).
بادر ابن هشام أيضا في "اختصار وشرح، وأحيانا تغيير" نص ابن إسحاق، بحسب ألفريد غيوم (1955). يقال إن التعديلات التي أجراها ابن هشام يمكن التعرف عليها ويمكن حذفها، مع ترك الباقي، ما يسمى بالنسخة "المعدلة" من النص الأصلي لابن إسحاق. بالإضافة إلى ذلك، ألفريد غيوم (1955) يشير إلى أن نسخة ابن هشام تحذف العديد من الروايات في النص التي قدمها الطبري في كتابه "التاريخ".  في هذه المقاطع يستشهد الطبري صراحة بابن اسحق كمصدر. 
وهكذا يمكن إعادة بناء نص "محسن"، أي بتمييز أو حذف إضافات ابن هشام، وإضافة مقاطع الطبري المنسوبة إلى ابن إسحاق. ومع ذلك، لا يمكن إلا وضع تخمين تقريبي حول نص ابن إسحاق الأصلي. إعادة البناء هذه متاحة، على سبيل المثال، في ترجمة ألفريد غيوم. هذه الترجمة تصف الفصول التمهيدية لابن إسحاق في شبه الجزيرة العربية قبل الإسلام، قبل أن يبدأ بعد ذلك بالروايات المحيطة بحياة محمد (في ألفريد غيوم (1955)).

## الترجمات
في عام 1864 نشر الأستاذ في هايدلبرغ غوستاف ويل ترجمة ألمانية مشروحة في مجلدين. بعد عدة عقود، أعد الباحث الهنغاري إدوارد راتسيك ترجمة إنجليزية، لكنها لم تُنشر إلا بعد أكثر من نصف قرن.
الترجمة الأكثر شهرة في اللغة العجمية هي ترجمة ألفريد غيوم الإنجليزية عام 1955، لكن البعض شكك في مصداقية هذه الترجمة. وفيه جمع غيوم بين ابن هشام وتلك المواد في الطبري التي استشهد بها ابن إسحاق كلما اختلفا أو أضافا إلى ابن هشام، معتقدين أنه بذلك كان يعيد عملًا ضائعًا. تم تمييز المقتطفات من الطبري بوضوح، على الرغم من أنه من الصعب أحيانًا تمييزها عن النص الرئيسي.